# Neobisium kosswigi
Neobisium kosswigi es una especie de arácnido del orden Pseudoscorpionida de la familia Neobisiidae.

## Distribución geográfica
Se encuentra en Turquía.